# Kristján Vattnes Jónsson
Kristján Vattnes Jónsson (* 2. September 1916 in Vattarnes; † 31. Dezember 1992 in Reykjavík) war ein isländischer Leichtathlet.
Er war bei der Eröffnungsfeier der Olympischen Sommerspiele 1936 in Berlin der Fahnenträger der isländischen Mannschaft. Im Speerwurf-Wettkampf belegte er den 22. Rang.